# Turanoclytus asellus
Turanoclytus asellus är en skalbaggsart som först beskrevs av Otto Thieme 1881.  Turanoclytus asellus ingår i släktet Turanoclytus och familjen långhorningar.
Artens utbredningsområde är:
- Kazakstan.
- Turkmenistan.

Inga underarter finns listade i Catalogue of Life.